# ムリッス・ムカンニシャト・ニヌア
ムリッス・ムカンニシャト・ニヌア（アッカド語：Mullissu-mukannišat-Nīnua）は古代メソポタミア地方にあった新アッシリア帝国の王妃であり、アッシュル・ナツィルパル2世（在位：前883年–前859年）の正妃。彼女は恐らく、アッシュル・ナツィルパル2世の息子シャルマネセル3世（在位：前859-前824）の母である。ムリッス・ムカンニシャト・ニヌアに関する情報は1989年にニムルドで発見された墓からのもののみである。彼女は「大献酌官（great cupbearer）」Ashur-nirka-da' 'inniの娘であり、王妃となる前からアッシリアの貴族階級に属していたと考えられる。

## 生涯

### アッシュル・ナツィルパル2世の王妃
ムリッス・ムカンニシャト・ニヌアは古代アッシリアの首都ニムルドの北西宮殿の遺跡にあったニムルドの王妃の墓で1989年に見つかった彼女の墓と副葬品によってのみ知られている 。そのため、名前以外に彼女についてわかっていることは非常に少ない。彼女のサルコファガス（石棺）の蓋にある碑文によれば、彼女はアッシュル・ナツィルパル2世（在位：前883年–前859年）の王妃である。ムリッス・ムカンニシャト・ニヌアの石棺は埋葬室の入り口よりも幅が広いことから、墓所ができあがるより前に石棺が作られたことがわかる。このことから、彼女は恐らく北西宮殿内の墓に埋葬された最初の人物である。
アッシュル・ナツィルパル2世より前の2名のアッシリア王（アダド・ニラリ2世〈在位：前911年-前891年〉とトゥクルティ・ニヌルタ2世〈在位：前891年-前884年〉）の王妃はわかっておらず、現在のところ、ムリッス・ムカンニシャト・ニヌアは新アッシリア帝国の王妃の中で知られている最初の人物である 。また、彼女は新アッシリア帝国の王妃の中で、家族の背景と出自についての情報がある唯一の人物である。彼女の葬送碑文によって、彼女がアッシュル・ナツィルパル2世の「大献酌官（great cupbearer）」Ashur-nirka-da' 'inniの娘であることが特定されている。Ashur-nirka-da' 'inniはリンム（紀年官）表で前860年のリンム職（この役職にある人物の名前がその年の名前となる）を務めている同名の人物と同一人物である可能性がある。マイケル・ローフは1995年に、Ashur-nirka-da' 'inniの大献酌官任命とリンム職就任は、ムリッス・ムカンニシャト・ニヌアとアッシュル・ナツィルパル2世の結婚と合わせて行われたものであり、従って彼女は（より以前に結婚した未知の王妃に続く）2番目の王妃で、結婚生活は短かったであろうと主張したが、これは推測でしかない。Ashur-nirka-da' 'inniが大献酌官の地位をもっと早い時期から持っており、リンム職の名誉にあずかったのはずっと後のことであった可能性も同程度にある。Ashur-nirka-da’’inniとムリッス・ムカンニシャト・ニヌアの名前は典型的なアッシリア人の名前であり、またAshur-nirka-da’’innが高い地位にあることから、この親子はアッシリアの貴族階級に属していたものと考えられる。

### アッシュル・ナツィルパル2世の死後
アルベルト・カーク・グレイソンは1993年にムリッス・ムカンニシャト・ニヌアはアッシュル・ナツィルパル2世の死後も半世紀以上生きていたと主張した。これは前9世紀末から前8世紀初頭にかけて活動し大きな影響力のあったタルタン（総司令官）のシャムシ・イルの印章が彼女の墓から発見されていることにより、墓の建設は前800年頃であったに違いないとされている。しかし、シャムシ・イルの印章が同じ墓室の銅の棺で見つかったものであり、ムリッス・ムカンニシャト・ニヌアの石棺内にあったものではないことからこの説は最近の学者には捨て去られている。
グレイソンの説はもはや過去のものであるが、石棺の碑文からムリッス・ムカンニシャト・ニヌアがアッシュル・ナツィルパル2世よりもいくらか長生きしたことは確かである。不思議なことに、この碑文はムリッス・ムカンニシャト・ニヌアをアッシュル・ナツィルパル2世と後継者シャルマネセル3世（在位：前859-前824）の両方の王妃としているように見られる。これが何を意味するのか明確ではなく、いくつかの説がある。もし彼女がアッシュル・ナツィルパル2世と彼の治世末期に結婚した時にまだ若かったならば、彼女は原理的には彼の息子と結婚することが可能であったであろう。そうではなく、彼女は夫の死後も王妃の称号を維持することが許されていたのかもしれない（即ち太后） 。ただし、このような行動をとったという記録があるアッシリア王妃の例は、他にはほとんど存在しない。また、この碑文では、単に彼女が正式な称号で呼ばれているだけで、これは（シャルマネセル3世の治世に死亡した）アッシュル・ナツィルパル2世王妃と解釈されるべきであるのかもしれない。ムリッス・ムカンニシャト・ニヌアはシャルマネセル3世の母であった可能性の方が高いと考えられているが、彼女がシャルマネセル3世の妻であったか、あるいは母であったかは現代の学者による議論の最中である。
ムリッス・ムカンニシャト・ニヌアの石棺の蓋にある碑文は主として彼女の墓を荒らす者たちへの呪いで構成されている。
アッシリア王アッシュル・ナツィルパル、アッシリア王シャルマネセルの王妃ムリッス・ムカンニシャト・ニヌアのもの。宮廷夫人（王妃）であろうと他の妻であろうと（何人たりとも）、後に何者もここに置いてはならぬ。この石棺をここから動かしてもならぬ。この石棺をこの場所から動かそうとするものは何者であれ、彼の魂が（他の）魂たちと共に葬儀の供物を受け取ることは無いであろう。これはシャマシュ神とエレシュキガル神の禁忌である！アッシリア王アッシュル・ナツィルパルの大献酌官Ashur-nirka-da’’inniの娘。死の影々の前から我が王座を除くものは何者であれ、彼の魂がパンを受け取ることがありませぬように！皆が後に（私を）死衣で覆い、油を（私に）注ぎ、仔羊を生贄としますように。
この呪詛にもかかわらず、ムリッス・ムカンニシャト・ニヌアの石棺は彼女が埋葬された後いずれかの時点で略奪された。この略奪の最中、石棺の大きな石蓋の一部が破壊され、何世紀にもわたって塵が墓の中を漂った。1989年にこの墓が発見された時、略奪された石棺の内部で発見されたのは石製のビーズ1つと骨の断片1つだけであった。